# Quintus Marcius Philippus
Quintus Marcius Philippus was een veel voorkomende naam in de familie van de Marcii Philippi in de gens Marcia.
- Quintus Marcius, grootvader van consul in 281 v.Chr.
- Quintus Marcius Q.f., vader van de consul in 281 v.Chr., mogelijk dezelfde persoon als Quintus Marcius Tremulus;
- Quintus Marcius Philippus, consul in 281 v.Chr., triomfeerde over de Etrusken, in 263 v.Chr. door de dictator Gnaius Fulvius Maximus Centumalus aangesteld als diens magister equitum;
- Quintus Marcius Philippus, praetor van Sicilia in 188 v.Chr., consul in 186 en 169 v.Chr., censor in 164 v.Chr.;
- Quintus Marcius Q. f. L. n. Philippus, zoon van de consul in 186 en 169 v.Chr., diende onder zijn vader in Macedonia;
- Quintus Marcius Philippus, werd volgens Marcus Tullius Cicero,[1] veroordeeld en ging in ballingschap naar Nuceria, waar hij het burgerschap verwierf, hij is mogelijk dezelfde persoon als de zoon van de consul in 186 en 169 v.Chr.;
- Quintus Marcius Philippus, een van de triumviri monetales ca. 125-120 (129?) en hoogstwaarschijnlijk een kleinzoon van Quintus Marcius Philippus (consul in 186 en 169 v.Chr.),[2] vader van Lucius Marcius Philippus (consul in 91 v.Chr.);
- Quintus Marcius Philippus, proconsul van Asia in 54 v.Chr.

## Referentie
- Dit artikel of een eerdere versie ervan is een (gedeeltelijke) vertaling van het artikel Quintus_Marcius_Philippus op de Engelstalige Wikipedia, dat onder de licentie Creative Commons Naamsvermelding/Gelijk delen valt. Zie de bewerkingsgeschiedenis aldaar.